# Nerea Camacho
Pour les articles homonymes, voir Camacho.
Nerea Camacho, née le 15 mai 1996 à Balanegra, (commune espagnole de Berja, Andalousie), est une actrice espagnole.
Elle fut la deuxième plus jeune actrice à recevoir le prix Premio Goya du meilleur espoir féminin, en 2009.

## Filmographie

### Cinéma
- 2008 : Camino : Camino
- 2010 : Héroes : Elena
- 2010 : Tres metros sobre el cielo : Daniela Alcázar
- 2011 : Un jour de chance (La chispa de la vida) : Bárbara Gómez
- 2012 : Tengo ganas de ti : Daniela Alcázar
- 2018 : Tiempo después : Margarita

### Telenovelas
- 2010 : Los protegidos : Vanessa
- 2013 : El barco : Sandra
- 2014 : Bienvenidos al Lolita : Greta Vidal
- 2016 : La esclava blanca : Victoria Quintero / Lucía De Peñalver de Parreño / La Marquise de Bracamonte
- 2017 : En tierras salvajes : Alejandra Rivelles Zavala

### Courts-métrages
- 2012 : Fuga : Sara
- 2014 : Irna : Chloe
- 2014 : Clases de conquista : Jenny

### Théâtre
- 2015 : La morena : Alma

### Vidéo clips
- 2012 : Imagen de Banana Moon
- 2013 : Videoclip No lo ves de Mario Jefferson
- 2014 : Videoclip Megaphone de Xuso Jones
- 2014 : Videoclip Justo ahora de Dvicio

## Récompenses et distinctions
- 2009 : Premio Goya du meilleur espoir féminin.